# リチャード・ラムリー (第13代スカーバラ伯爵)
第13代スカーバラ伯爵リチャード・オズバート・ラムリー（英:Richard Osbert Lumley, 13th Earl of Scarbrough,DL、1973年5月18日 - ）は、イギリスの貴族、伯爵。襲爵以前は儀礼称号としてラムリー子爵を用いた。

## 経歴
第12代スカーバラ伯爵とその妻エリザベス・ラムゼイ（Elizabeth Ramsay,LVO、1941年 - 、第16代ダルハウジー伯爵の娘）との息子として生まれた。母エリザベス・ラムゼイはエリザベス王太后の下で寝室女官長を務めた女官。叔父に第17代ダルハウジー伯爵ジェームズ・ラムゼイが、従兄弟に第5代リドレー子爵マシュー・ホワイト・リドレーがいる。
イートン校で教育を受けた。青年期の1989年から1991年にかけて、エリザベス王太后付きの名誉小姓を務めている。
2004年、父の死去に伴ってスカーバラ伯爵位を継承した。2011年4月11日 にはサウス・ヨークシャー副統監に任命された。

## 私生活
2007年に、ヘンリエッタ・エルフリーダ・ヘレン・ボイソンと結婚した。